# Одалуфон I
Одалуфон I Огбогбодірін (XII — поч. XIII ст.) — 4-й ооні (володар) держави Іле-Іфе.

## Життєпис
Його ім'я, напевне, було Огбогбодірін, а Одалуфон є радше спотвореною назвою титулу одалуфе, що означав з часів Одудуа титул другої після ооні за знатністю людини в державі. Ймовірно за якихось обставин Огбогбодірін зміг зайняти трон. Можливо, вже збільшив вплив за попередника — Оґуна.
Відповідно до міфів панував від 400 до 500 років. Ймовірно тут відбулося тривале володарювання цього ооні та бажання закріпити в пам'яті підданих тривалість правління свого роду. Можливо, насправді він правив 40—50 років. Згідно з легендою, він так довго панував, що коли став старішати поступово перетворився на металеву статую й став божеством.
Його палац і статуя стали культовим місцем для наступних ооні, де ті здійснювали жрецькі ритуали. Святиня Одалувона дотепер священна, оскільки кожен ооні іфе повинен їй поклонитися, а корона ооні (ааре) перед покладанням на голову повинна здобули благословення від статуї. Спадкував йому син Одалуфон II.